# 长崎光纲
长崎 光纲（日语：長崎 光綱（Nagasaki Mitsutsuna））是镰仓时代中期至后期的武士，北条氏得宗的被官，担任御内人及内管领。他是因《太平记》等作品而闻名的长崎圆喜之父。

## 生平概略
他被认为是因平禅门之乱而闻名的平赖纲的近亲，但关于其谱系，说法不一，尚未有定论。一说认为他是赖纲之弟（父亲为平盛纲或平盛时）；另一说则认为他是长崎光盛之子、赖纲的侄子或堂兄弟。
光纲在《吾妻镜》中首次出现于弘长元年（1261年）4月25日的记录中。当时，执权北条时赖命令其嫡子时宗在将军宗尊亲王面前表演流镝马，而光纲负责准备马匹。弘长三年11月22日 （1263年12月24日），北条时赖临终之际，光纲是被允许守护在旁的七名得宗被官之一。
文永十年（1273年），他接替一族首领平赖纲，担任幕府的侍所所司直至次年。在赖纲于霜月骚动中消灭了有力御家人安达泰盛之后，正应四年（1291年），光纲与赖纲的儿子平宗纲、饭沼资宗等人一同被任命为五方引付的高阶成员，拥有监督权，作为权势熏天的内管领兼得宗北条贞时乳父的赖纲的代理人而活动。
正应六年（1293年），当赖纲在平禅门之乱中被贞时诛杀时，光纲被认为站在了贞时一方。赖纲死后，光纲取代其成为一族的首领，并就任内管领。然而，侍所所司一职则由赖纲的长子宗纲担任。
永仁五年（1297年）8月6日，光纲去世。

## 脚注
1. ↑  《保历间记》中关于长崎圆喜的记载为：“正应年间被讨伐的平左卫门入道之甥（光纲之子）”，此处的平左卫门入道杲圆即指在正应六年（1293年）平禅门之乱中被讨伐的平赖纲。
2. ↑  此说法见于《系图纂要》的长崎氏系图。然而，在当时的一手史料中无法确认长崎光盛此人的存在。（森幸夫“平・长崎氏の系譜”，收录于安田元久编《吾妻镜人名总览》，吉川弘文馆，1998年）。
3. ↑  此为细川重男的学说，他将《系图纂要》中盛纲与赖纲之间的世系补上盛时，并将光盛视为盛时之弟，由此得出盛时之子赖纲与光盛之子光纲为堂兄弟的结论（见其著作《镰仓政权得宗专制论》）。
4. ↑  据“鹤冈社务记录”永仁五年八月六日条。细川重男在其著作《镰仓政权得宗专制论》P.183中采用了此记录，但将卒年记为八月五日。前述史料原文为“八月六日太守女子诞生他界同日长崎金吾光纲他界依触秽式日延引”（八月六日太守之女出生即夭折，同日长崎金吾光纲去世，因触秽故仪式延期），故细川的记载可能为笔误。